# Cycloramphus eleutherodactylus
Cycloramphus eleutherodactylus é uma espécie de anfíbio  da família Cycloramphidae.
É endémica do Brasil.
Os seus habitats naturais são: florestas subtropicais ou tropicais húmidas de baixa altitude.
Usam áreas rochosas e cavernas para cantar e reproduzir.
Está ameaçada por fragmentação e degradação florestal, causando perda de habitat.